# Варанасі
Варанасі (санскр. वाराणसी, Vārāṇasī IAST; ʋaːˈraːɳəsi, англ. Varanasi), Бенарес, Банарас (Banāras IAST; bəˈnaːrəs д·і гінді बनारस англ. Benares, Banaras) або Каші (гінді काशी, Kāśī) — місто в Індії, у штаті Уттар-Прадеш, розташоване на лівому березі Гангу, священне місто для індусів, буддистів і джайнів. За місцевою традицією, місто вважається одним з найстаріших постійно населених міст на Землі.

## Історія
Махараджа Каші, спадкоємець колишніх правителів держави з центром у цьому місті, і зараз є покровителем культури міста та головною діючою особою релігійних церемоній. Культура міста тісно пов'язана з річкою Ганг та її релігійною важливістю. Варанасі залишається культурним центром Північної Індії вже протягом багатьох століть. Тут виник музичний стиль Бенарес-ґхарана, звідси походять або тут мешкали багато індійських філософів, поетів, письменників, музикантів, у тому числі Кабір, Равідас, Рамананда, Трайланґа Свамі, Мунші Премчанд, Джайшанкар Прасад, Ачар'я Рам Чандра Шукла, Раві Шанкар, Ґіріджа Деві, Харіпрасад Чаурасія і Бісмілліх Кхан. У Варанасі Тулсідас написав свою поему Рамачарітаманаса, а Гаутама Будда провів свою першу проповідь. Згідно з легендами, місто було засноване богом Шивою близько 5 000 років тому і тому Варанасі є одним з найважливіших місць паломництва в Індії. Паломники зустрічають схід, вимовляють про себе молитву і спускаються по кам'яних східцях у священні води Гангу, щоб очиститися від гріхів.

## Освіта
Варанасі є великим освітнім центром, тут розташовано чотири університети: Банараський індуїстський університет, Університет Каші імені Махатми Ганді, Центральний інститут вибетології і Санскритський університет імені Сапурнананда. Мешканці міста розмовляють мовою бходжпурі, близько спорідненою з хінді. Місто відоме як «місто храмів», «релігійна столиця Індії», «місто вогнів» та «місто навчання».

## Економіка
Місто є залізничним вузлом. Промисловість включає текстильну, скляну, харчову та інші. Широко розвинуті різноманітні художні ремесла.

## Демографія
Станом на 2001 рік, населення Варанасі становило 1,10 млн мешканців. За 50 років населення міста багатократно зросло, так, у 1951 році воно становило лише 355,8 тис. У всьому окрузі Варанасі мешкає 3,15 млн осіб.

## Клімат
Місто знаходиться у зоні, котра характеризується вологим субтропічним кліматом. Найтепліший місяць — травень із середньою температурою 33.6 °C (92.5 °F). Найхолодніший місяць — січень, із середньою температурою 16 °С (60.8 °F).
| Клімат Варанасі         | Клімат Варанасі | Клімат Варанасі | Клімат Варанасі | Клімат Варанасі | Клімат Варанасі | Клімат Варанасі | Клімат Варанасі | Клімат Варанасі | Клімат Варанасі | Клімат Варанасі | Клімат Варанасі | Клімат Варанасі | Клімат Варанасі |
| Показник                | Січ.            | Лют.            | Бер.            | Квіт.           | Трав.           | Черв.           | Лип.            | Серп.           | Вер.            | Жовт.           | Лист.           | Груд.           | Рік             |
| Середній максимум, °C   | 23,2            | 26,7            | 33              | 38,8            | 40,9            | 38,8            | 33,8            | 32,8            | 32,7            | 32,7            | 29,3            | 24,6            | 32,3            |
| Середня температура, °C | 16              | 19              | 24,7            | 30,4            | 33,6            | 33,4            | 30,1            | 29,4            | 28,9            | 26,7            | 21,7            | 17,1            | 25,9            |
| Середній мінімум, °C    | 8,8             | 11,3            | 16,3            | 22              | 26,2            | 27,9            | 26,4            | 26              | 25              | 20,7            | 14,1            | 9,6             | 19,5            |
| Норма опадів, мм        | 17.6            | 15              | 7.9             | 4.4             | 10.5            | 96.6            | 309.9           | 273.2           | 246.4           | 35.1            | 10.7            | 6.5             | 1033.8          |
| ----------------------- | --------------- | --------------- | --------------- | --------------- | --------------- | --------------- | --------------- | --------------- | --------------- | --------------- | --------------- | --------------- | --------------- |
| Джерело: Weatherbase    |                 |                 |                 |                 |                 |                 |                 |                 |                 |                 |                 |                 |                 |

## Уродженці
- Премендра Мітра (1904—1988) — бенгальський поет, автор романів, новел, трилерів, кінорежисер.

## Нотатки
1. ↑  Назва Варанасі була офіційно відроджена після 1947 року[5]